# Affinitätselektrophorese
Die Affinitätselektrophorese umfasst in der Biochemie alle elektrophoretischen Verfahren, bei denen ein verändertes Laufverhalten von Molekülen (z. B. von Proteinkomplexen oder DNA-Protein-Komplexen) durch die Affinität zweier oder mehrerer Moleküle zueinander erzeugt wird. Aufgrund der veränderten Laufgeschwindigkeiten werden affinitätselektrophoretische Verfahren auch als electrophoretic shift assays bezeichnet.

## Verfahren
Je nach beobachtetem Parameter einer Elektrophorese werden die Anwendungen als mobility shift electrophoresis (bei verfolgter Laufweite), charge shift electrophoresis (bei verfolgtem isoelektrischem Punkt) oder affinity capillary electrophoresis (bei einer Kapillarelektrophorese) bezeichnet.
Affinitätselektrophoretische Verfahren zum Nachweis von Protein-Protein-Interaktionen sind z. B. die Clear-Native-PAGE, die Blue-Native-PAGE oder die SDS-PAGE nach einer Quervernetzung.
Die Interaktion von DNA mit Proteinen kann durch einen Electrophoretic Mobility Shift Assay oder eine Kapillarelektrophorese nachgewiesen werden.
Eine Bindung von Kohlenhydraten an Proteine (z. B. von Polysacchariden an Lektine) kann durch eine Lektin-Affinitätselektrophorese untersucht werden.